# Acantholycosa petrophila
Acantholycosa petrophila Marusik, Azarkina & Koponen, 2004 è un ragno appartenente alla famiglia Lycosidae.

## Etimologia
Il nome della specie deriva dall'aggettivo latino petrophilus, -a, -um, che significa: che predilige le rocce, le zone pietrose, ad indicare l'habitat di questa specie.

## Caratteristiche
L'olotipo maschile rinvenuto ha lunghezza totale è di 7,80-8,50mm; la lunghezza del cefalotorace è di 3,65-3,80mm; e la larghezza è di 2,85-3,00mm.

## Distribuzione
La specie è stata reperita nella Russia centrale: l'olotipo maschile è stato rinvenuto 50 chilometri a sudsudovest di Tashtyp, nella parte centrale della catena montuosa dei Monti Khansyn, nella parte occidentale della Khakassia.

## Tassonomia
Appartiene al khakassica-group, le cui caratteristiche peculiari sono: l'embolus possiede nella parte centrale un'escrescenza biforcuta ed una punta sottile rastremata.
Al 2016 non sono note sottospecie e dal 2004 non sono stati esaminati nuovi esemplari.